# 特里霍尼扎湖
38°34′N 21°33′E / 38.567°N 21.550°E

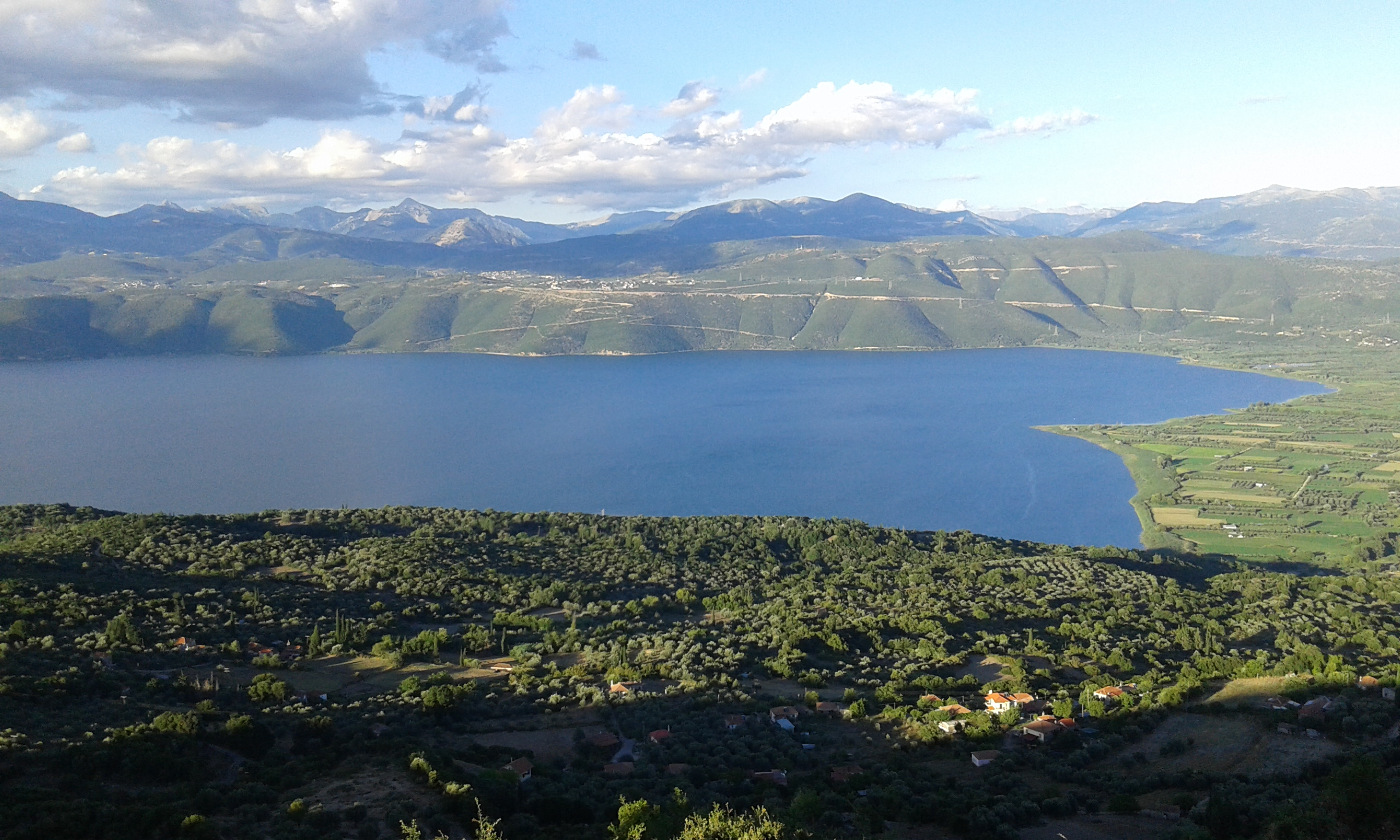
特里霍尼扎湖

特里霍尼扎湖（希臘語：Λίμνη Τριχωνίδα）是希臘最大的自然湖泊，位於西希腊大区埃托洛阿卡纳尼亚专区，長21.5公里、寬6.7公里，面積95.8平方公里，海拔高度15米，最大水深58米，蓄水量2.868立方公里。

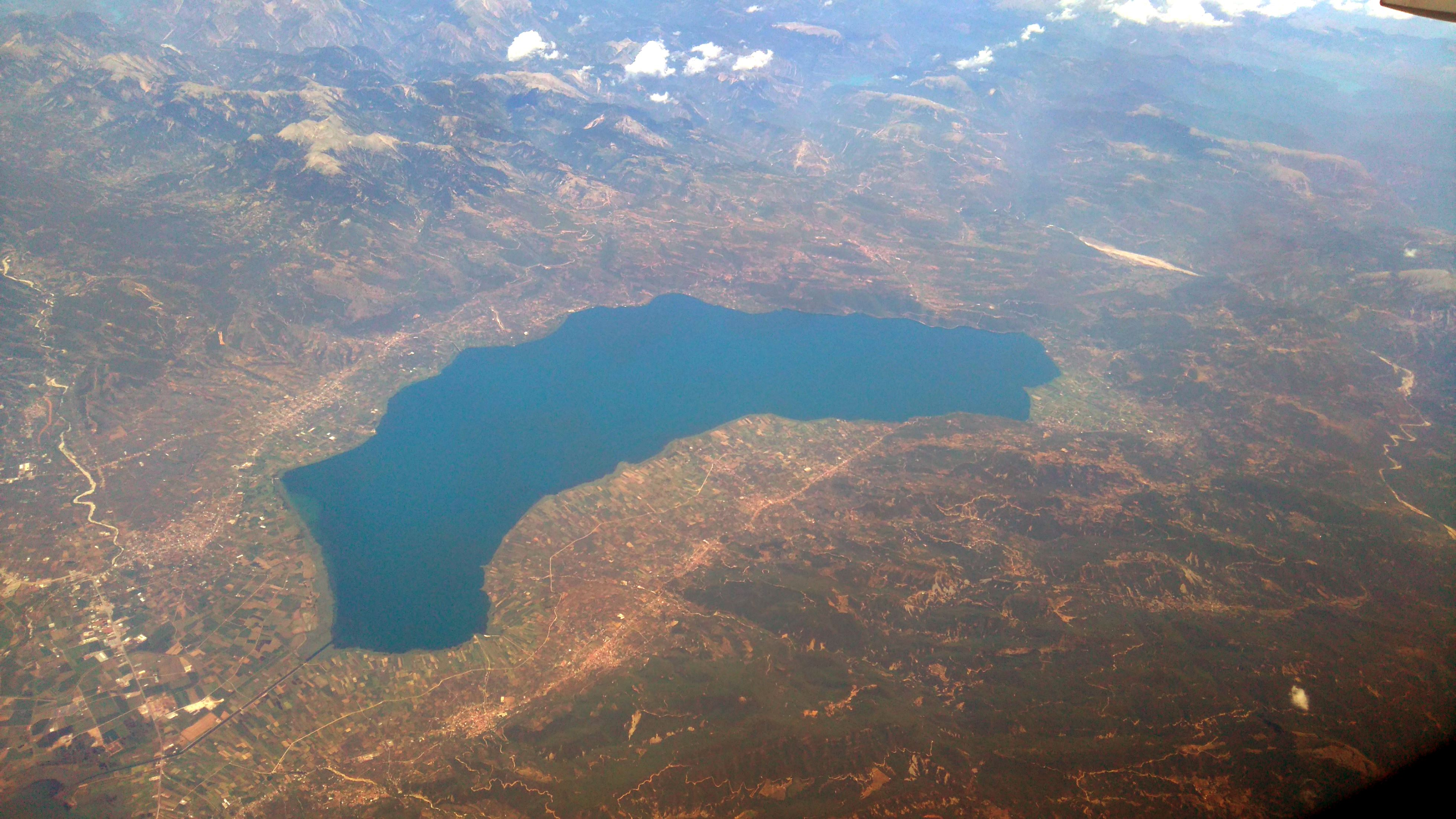
空中俯瞰
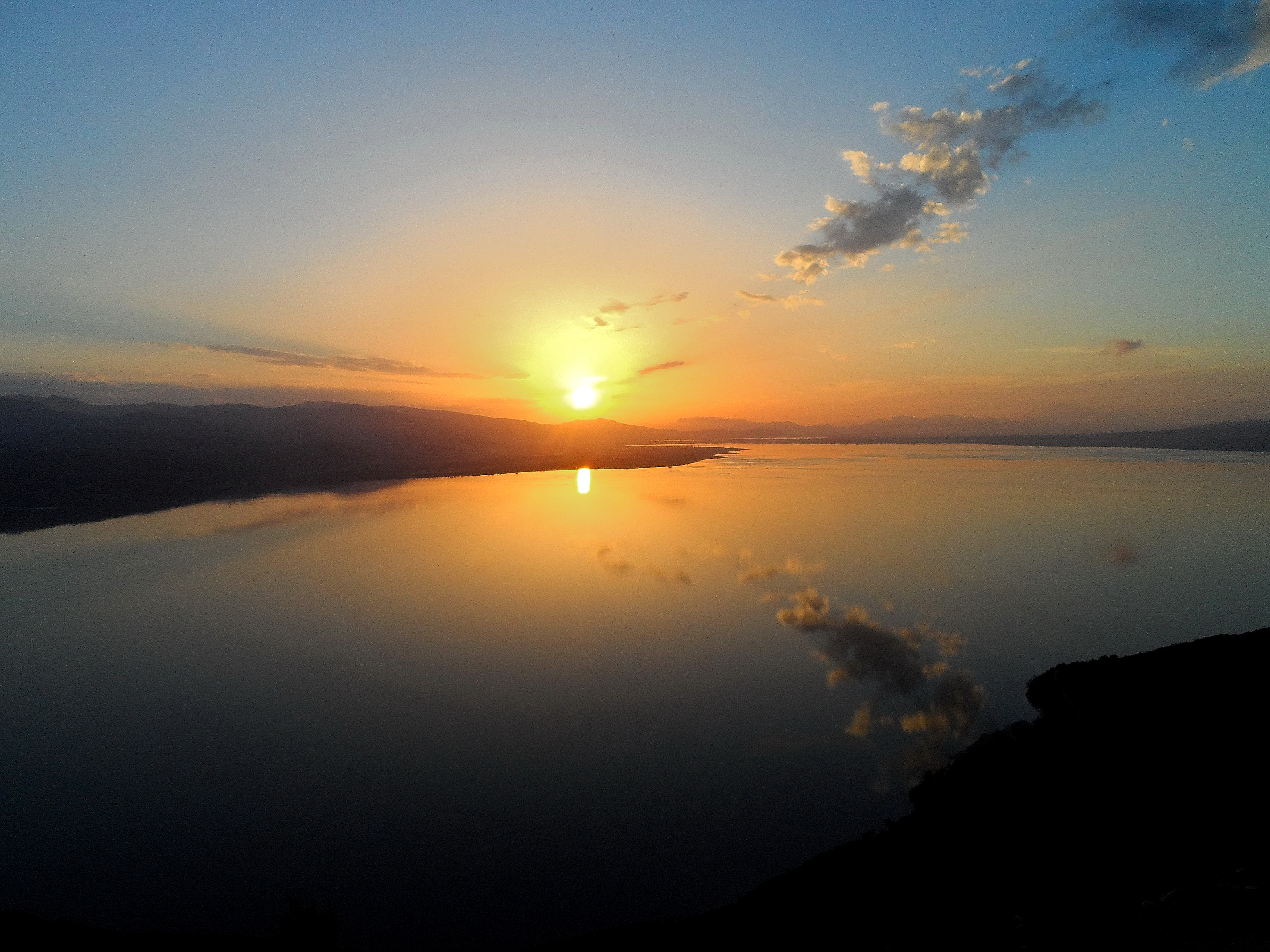
黃昏湖景